# Usbekfilm
Usbekfilm (russisch Узбекфильм; usbekisch Oʻzbekfilm/Ўзбекфилм) ist das älteste usbekische Filmstudio. Es wurde im Jahr 1925 in Taschkent unter dem Namen Sharq yulduzi (usbekisch für „Stern des Osten“) gegründet und trägt den heutigen Namen seit 1936. Nach Beginn des Deutsch-Sowjetischen Kriegs wurde das Studio zwischenzeitlich in „Filmstudio Taschkent“ umbenannt, die Rückumbenennung in Usbekfilm erfolgte 1958. Während der Zeit der Sowjetunion gehörte das Studio zu den größten und erfolgreichsten staatlichen Filmstudios.
Zahlreiche bekannte Filmschaffende aus der gesamten Sowjetunion wirkten in Usbekfilm-Produktionen mit, darunter etwa Alexander Fitz, Sakir Muchamedschanow, Jakow Protasanow, Schuchrat Abbassow, Bachtijor Ichtijarow, Kamil Jarmatow, Ergasch Karimow, Ali Chamrajew, Latif Faisijew, Andrei Michalkow-Kontschalowski oder Ato Muhammaddschonow.
Es wurden über 400 Spielfilme und etwa 100 Zeichentrickfilme bei Usbekfilm produziert. Das Studio existiert bis heute. Zahlreiche Filme von Usbekfilm wurden auch in den DDR-Kinos gezeigt.

## Bekannte bei Usbekfilm produzierte Filme
- 1943: Nasreddin in Buchara (Nasreddin w Buchare)
- 1948: Der Dichter Alischer Nawoi
- 1964: Wo bist Du, meine Sulfija?
- 1972: Der Wundervogel Semurg
- 1972: Die siebente Kugel
- 1980: Ali Baba und die 40 Räuber
- 1982: Regenbogen der sieben Hoffnungen